# Norm Mager
Norman Clifford "Norm" Mager (Nueva York, Nueva York, 23 de marzo de 1926-Boynton Beach, Florida, 17 de marzo de 2005) fue un jugador de baloncesto estadounidense que disputó una temporada en la NBA. Con 1,96 metros de estatura, jugaba en la posición de alero.

## Trayectoria deportiva

### Universidad
Su trayectoria universitaria transcurrió en los Beavers del City College of New York, con los que consiguió ganar el mismo año el Torneo de la NCAA y el National Invitation Tournament, algo que ninguna universidad había logrado. En la Final de la NCAA ante Bradley, tras recibir 5 puntos de sutura en la cabeza por un choque con un jugador de Bradley en la primera parte, fue el autor, a falta de diez segundos para el final, de la canasta que aseguraba la victoria por 71-68, anotando en total 14 puntos, y siendo recibido al día siguiente en el campus de su universidad como un héroe.

### Profesional
Fue elegido en la quincuagésima posición del Draft de la NBA de 1950 por Baltimore Bullets, donde jugó 22 partidos, en los que promedió 4,6 puntos y 2,0 rebotes, hasta que fue detenido junto con otros 6 jugadores de CCNY y otros de otras universidades, 32 en total, por un asunto de amaño de resultados en apuestas fraudulentas, siendo expulsado a perpetuidad de la liga.

## Estadísticas de su carrera en la NBA

### Temporada regular
| Temporada | Edad | Equipo            | Liga | P  | TIT | MIN | TC  | TCA | %TC  | 3P | 3PA | %3P | TL  | TLA | %TL  | R.OF. | R.DEF. | REB | ASIS | ROB | TAP | PER | FP  | PTS |
| 1950-51   | 24   | Baltimore Bullets | NBA  | 22 |     |     | 1.5 | 5.7 | .254 |    |     |     | 1.7 | 2.2 | .771 |       |        | 2.0 | 1.0  |     |     |     | 2.5 | 4.6 |
| Total     |      |                   | NBA  | 22 |     |     | 1.5 | 5.7 | .254 |    |     |     | 1.7 | 2.2 | .771 |       |        | 2.0 | 1.0  |     |     |     | 2.5 | 4.6 |